# Tourniquet (Evanescence)
Tourniquet è un brano musicale della rock band Evanescence, sesto tratto dall'album Fallen. Fu scritto per essere cantato dalla Christian metal band Soul Embraced, il cui componente Rocky Gray, coautore di testi e musica, suona anche negli Evanescence, e fu destinato al loro album di debutto, For The Incomplete, ma con il titolo di My Tourniquet. Gray passò poi dal gruppo Christian metal al gruppo rock statunitense e gli Evanescence adattarono il brano in una loro versione.

## Il brano
In un'intervista con VH1, Amy Lee disse: 
Due demo del brano furono registrate in sala incisioni prima delle sessioni di Fallen, rivestite da un leggero riarrangiamento.